# Kai Asakura
Kai Asakura (朝倉 海, Asakura Kai), né le 31 octobre 1993 à Toyohashi, Aichi au Japon est un pratiquant japonais d'arts martiaux mixtes (MMA). Il combat dans la catégorie des poids mouches à l'Ultimate Fighting Championship, où il est actuellement[Quand ?] classé 15e.
Il était champion des poids coqs du Rizin Fighting Federation en 2020 et des poids mouches en 2023.

## Palmarès en arts martiaux mixtes
| 27 combats     | 21 victoires | 6 défaites |
| Par KO         | 13           | 3          |
| Par soumission | 3            | 2          |
| Sur décision   | 5            | 1          |